# 美好的今天
《美好的今天》為台灣知名作詞作曲家劉家昌作詞作曲的國語歌曲，是1979年劉家昌為中國電視公司（中視）量身訂做的「開播曲」。1980年香港歌手陳秀雯的粵語唱片專輯《湖海爭霸錄》所收錄的同名歌曲，黃霑作詞，顧嘉輝作曲，與此歌無任何關係。

## 簡介
1979年3月5日，為了使觀眾在看電視時能產生一系列作業的完整感，中視啟用〈美好的今天〉作為開播曲，長度為2分30秒，作詞與作曲者是劉家昌，主唱者是蕭孋珠。〈美好的今天〉播放時間是每日中午播放中華民國國歌之後與每日晚間節目正式開始之前，也就是各約12時02分與17時58分；播放〈美好的今天〉時，搭配十大建設、閱兵等影片，以寓振奮人心之意。1979年10月31日，中視發行開播十週年紀念黑膠唱片《中視十年紀念》，〈美好的今天〉被收錄於第一面第一首。
1980年12月至1981年1月5日，中視開播曲改為劉家昌作詞作曲、中視歌星費玉清（當時藝名為費玉青）主唱的〈中華民國頌〉。1981年1月6日，中視主控室接獲指示，停用已播了一個多月的〈中華民國頌〉，恢復以〈美好的今天〉為開播曲；原因是中視主控室在該日接獲指示稱，由於劉家昌在美國宣稱〈中華民國頌〉是他拍攝的台灣電影《揹國旗的人》的主題曲，故應停播〈中華民國頌〉以免違規。對此，1981年1月6日，中視對外表示，他們早先並不知道〈中華民國頌〉是《揹國旗的人》主題曲，所以才把〈中華民國頌〉選為開播曲；但是現在他們知道這是劉家昌為了宣傳《揹國旗的人》而打歌，所以立刻決定恢復以〈美好的今天〉為開播曲。費玉清得知中視停播〈中華民國頌〉，只回應「真可惜」；中視節目部對外表示，綜藝節目裡仍然能唱〈中華民國頌〉。
1987年12月時，中視已改用〈中華民國頌〉為開播曲。1988年11月，中視不再以劉家昌作詞作曲、費玉清主唱的〈晚安曲〉為收播曲；原因是由於劉家昌曾經要求中視支付版稅，中視主動改以上檔的國語連續劇主題曲為開播曲與收播曲，以避開版權爭議，同時兼收廣告之效。
《美好的今天》1980年代中期公開播放的版本，歌詞較短，節奏較快。

## 版本
〈美好的今天〉有2個版本，第一個版本是《中視十年紀念》收錄的版本，第二個版本是1980年代中期公開播放的版本。
《中視十年紀念》版分為3段，每段各有4句：
1. 第一段：從「立下新願，就在今天」至「開創新的里程，就在今天」，曲風為緩慢的3/4拍，伴奏樂器為鋼琴、吉他、爵士鼓鈸。
2. 第二段：從「發揚中華文化光輝，致力三民主義實現」至「願把美好的今天，呈現你眼前」，中視大樂隊全部樂器加入伴奏，第1至2句曲風為進行曲，第3至4句曲風同第一段。第2句「是我們、大家的，理想和心願」唱到「願」字，曲風立即切換為同第一段，兩種曲風以定音鼓的4拍子波浪鼓聲為分界。第3句歌詞「中視——中視——又和你——見面」，顯示〈美好的今天〉是劉家昌為中視創作的歌曲。
3. 第三段：是全曲最後一段，同第二段。

1980年代中期公開播放版分為2段，以進行曲曲風貫穿全曲，每段各有4句：
1. 第一段：從「立下新願，就在今天」至「開拓新的理想，就在今天」，伴奏樂器為爵士鼓、定音鼓、小號與伸縮號。
2. 第二段：從「發揚中華文化光輝，致力三民主義實現」至「願把美好的今天，呈現你眼前」，中視大樂隊全部樂器加入伴奏。唱完「呈現你眼前」，音量逐漸縮小，開播曲影片隨之結束。